# NGC 5408 X-1
NGC 5408 X-1 – źródło rentgenowskie położone w galaktyce NGC 5408 w gwiazdozbiorze Centaura, odległe o 15,8 milionów lat świetlnych od Ziemi, przypuszczalny kandydat na czarną dziurę o masie pośredniej (IMBH).
Obiekt został odkryty w 2006 i był wielokrotnie obserwowany przez teleskopy XMM-Newton i Swift. W trakcie obserwacji odkryto tzw. oscylacje kwaziperiodyczne (ang. quasi-periodic oscillations – QPO) w emitowanym przez obiekt promieniowaniu rentgenowskim. „Migotanie” QPO powodowane jest gromadzeniem się nadmiaru gazu w dysku akrecyjnym uformowanym wokół czarnej dziury. W przypadku NGC 5408 X-1 okres oscylacji wynosi około 115 dni i jest około 100 razy wolniejszy niż QPO czarnych dziur o masie gwiazdowej. Wyniki obliczeń sugerują, że NGC 5408 X-1 ma masę wynoszącą pomiędzy tysiącem a dziewięcioma tysiącami mas Słońca.